# Halle Challenger 1992
L'Halle Challenger 1992 è stato un torneo di tennis facente parte della categoria ATP Challenger Series nell'ambito dell'ATP Challenger Series 1992. Il torneo si è giocato a Halle in Germania dal 15 al 20 giugno 1992 su campi in terra rossa.

## Vincitori

### Singolare
Marc-Kevin Goellner ha battuto in finale  Thomas Enqvist con il punteggio di 6–3, 2–6, 7–6

### Doppio
Karsten Braasch /  Lars Koslowski hanno battuto in finale  Kelly Evernden /  Brett Steven con il punteggio di 4–6, 7–6, 6–0